# الرابطة التونسية المحترفة لكرة القدم للسيدات 2007–08
الرابطة التونسية المحترفة لكرة القدم للسيدات 2007–08 هو الموسم 4 من بطولة الرابطة التونسية المحترفة لكرة القدم للسيدات. يلعب فيه أفضل 12 ناديا تونسيا في مجموعة واحدة. نادي المعهد العالي للرياضة والتربية البدنية بالكاف هو حامل اللقب وخصومه الرئيسيين للفوز النهائي هم الجمعية الرياضية لبنك الإسكان و نادي الخطوط التونسية.
فاز بهذا الموسم نادي الجمعية الرياضية النسائية بالساحل لأول مرة في تاريخه.

## الأندية المشاركة
- الجمعية الرياضية النسائية بالساحل
- الجمعية الرياضية لبنك الإسكان
- نادي الخطوط التونسية
- الاتحاد الرياضي التونسي
- المعهد العالي للرياضة والتربية البدنية بالكاف
- الجمعية الرياضية النسائية بصفاقس
- الرباط الرياضي المنستيري
- الحي الجامعي بصفاقس
- الجمعية الرياضية النسائية بمدنين
- الحي الجامعي باردو II
- لبتيس الرياضية النسائية بلمطة
- الملعب النسائي بصفاقس

## روابط خارجية
- الموقع الرسمي للجامعة التونسية لكرة القدم.
- الرابطة التونسية المحترفة لكرة القدم للسيدات على موقع مؤسسة إحصاءات وثيقة لرياضة كرة القدم